# Distretto di Vilcabamba (Apurímac)
Il distretto di Vilcabamba è un distretto del Perù nella provincia di Grau (regione di Apurímac) con 1.213 abitanti al censimento 2007 dei quali 991 urbani e 222 rurali.
È stato istituito il 20 febbraio 1941.